# Téglagyártás

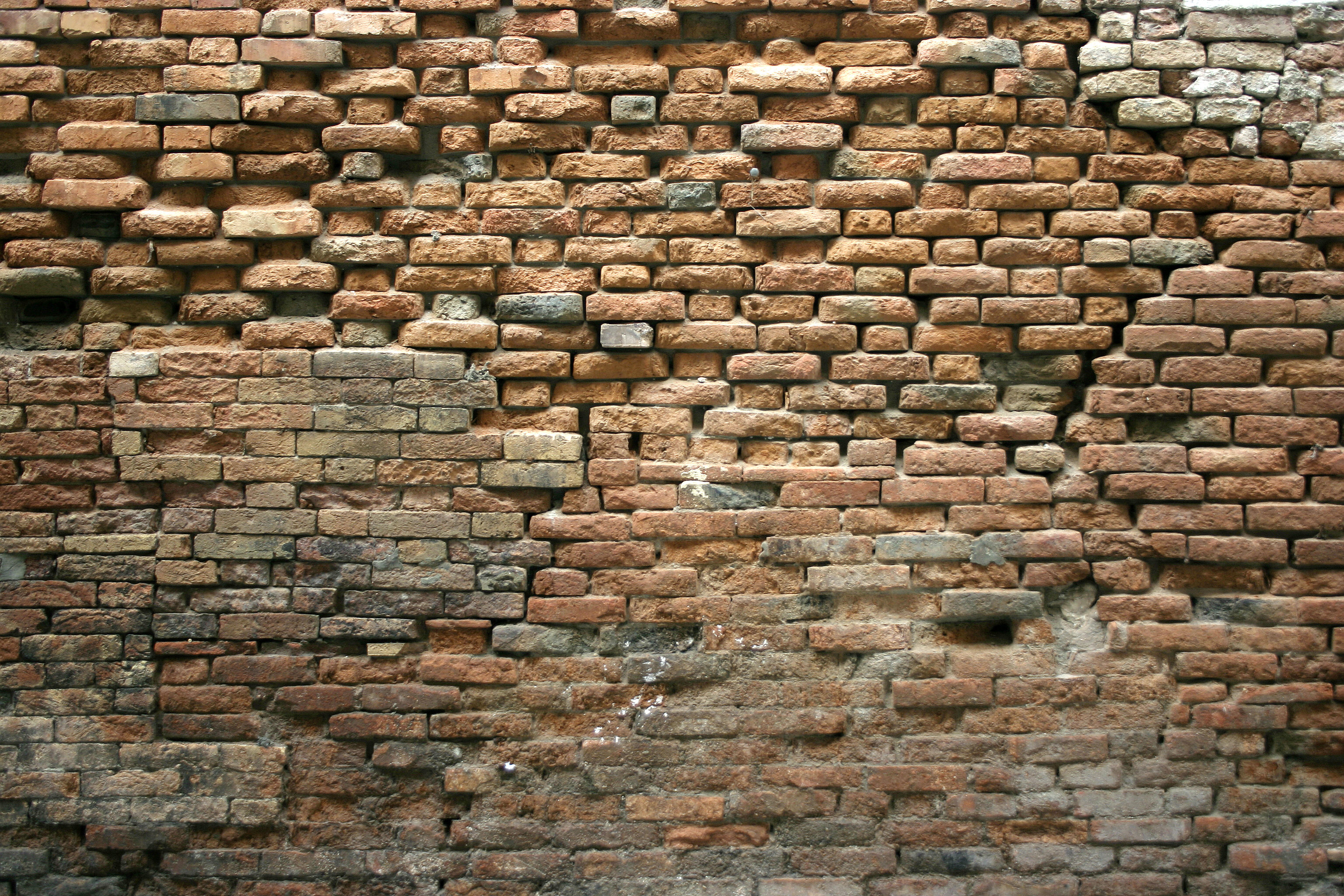
Téglafal

A hagyományos építőipar egyik alapanyagát, a téglát nagyüzemi módon téglagyárakban készítik.

## Műveletei
A vályogból vetett téglát egykor a napon szárították meg. A kiégetett tégla a vályogtégla igényesebben elkészített változata. A kiégetés kiküszöböli a vályognak azt a hátrányos tulajdonságát, hogy nedvesség hatására elveszíti a szilárdságát, ezért tartósabb tégla készül a kiégetés hatására.
Az égetett tégla anyagát jobban meg kell választani és előkészíteni. A téglagyártás tömeges gyártás. A fő műveleti lépések a következők:
Az első két művelet az őrlés két fokozata. Az első malom durva őrlést végez (kollerjárat), a második a finomra őrlést végzi (hengermalom). Az őrlés után a megnedvesített anyagot csigaprésen gyúrják át és egy rétegsort kiadó szállító szalagsorra préselik. A művelet eszközéül szolgáló csigaprés a mindennapi életből ismert „húsdaráló” nagyüzemi változata.
A negyedik műveletben a szalagsoron tovahaladó réteget fölvágják téglányi egységekre. Az ötödik műveletben a téglákat szárítják. Szárítás után, a hatodik műveletben a téglát kiégetik. Ma ezt a műveletet alagútkemencében végzik. Az alagútkemencét gázlánggal fűtik. A kemencében tovahaladva a szállító kocsikra fölrakott anyag fokozatosan hevül föl az égetés hőmérsékletére, és fokozatosan hűl le a kibocsátó helyig.
Az utolsó műveletben a kész téglát bálázzák, csomagolják. Ma már nem egyszerűen téglatest formájú téglákat készítenek, hanem üreges belső szerkezetű, úgynevezett vázkerámiákat. A belső üregek révén a vázkerámia-téglák jobb hőszigetelők, ugyanabban a térfogatban kevesebb anyagmennyiséget tartalmaznak, tehát könnyebbek. Az is előnyük az építkezésnél, hogy kevesebb emberi részletmunkát (kézi műveletek) kíván falazásnál.
A lakóházépítésnél fölhasznált más cserépáruk is hasonló technológiával készülnek (például a tetőfedő cserép), de a burkolócsempéknél a műveletek a zománcadás és ráégetés műveleteivel egészülnek ki.

## Története Magyarországon

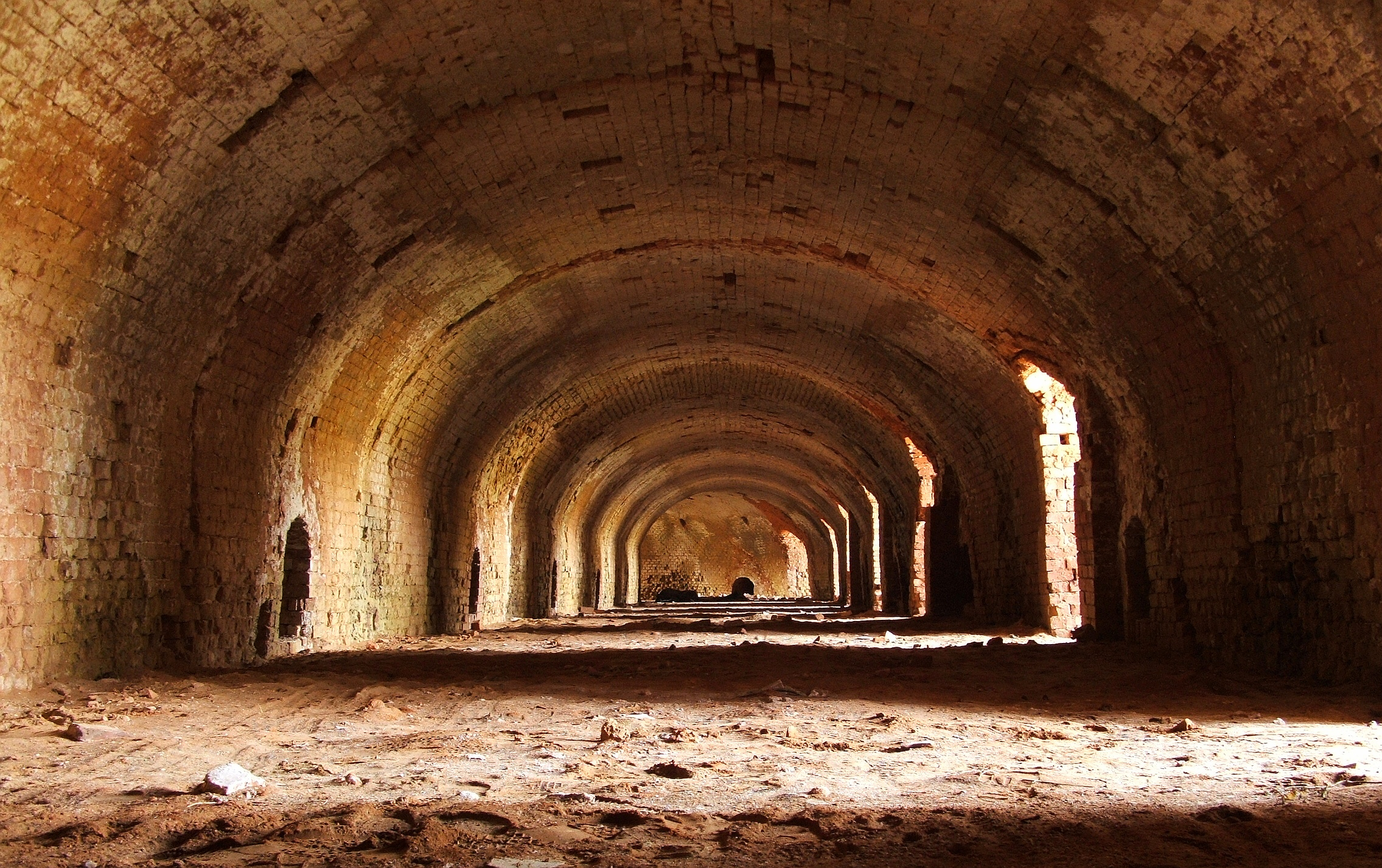
A szentesi Zsoldos-téglagyár körkemencéje a gyár bezárása után

A legkorábbi téglaégető kemencéket a 2-3. századból Aquincum területéről ismerjük. A honfoglalás utáni időszakból a legkorábbi feltárt téglaégetésre is alkalmas mészégető kemence 13. századi, amit Pókaszepetken (Zala vármegye) találtak a régészek. 14. századi kemencék kerültek elő Dömösön (Komárom-Esztergom vármegye). A Tiszalökön és Őriszentpéteren feltárt kemencék átmenetet képeznek a boksakemence és a mezei kemencék között. A téglagyártás szervezeti kereteit a 14. századtól a céhes ipar jelentette. A téglavetés földesúri vagy városi privilégium volt. A 19. században a téglagyártásban is meghonosodtak a vállalkozások. Kőbányán 1837-1838-tól kezdtek működni a téglagyárak. A körkemencés égetőmódszer a kiegyezés után terjedt el. A 19. század utolsó éveiben csak Budapesten 12 téglagyár működött. Emléküket őrzi Budán a Feneketlen-tó, amely eredetileg egy téglagyár anyaggödre volt.